# Udo Jeschke

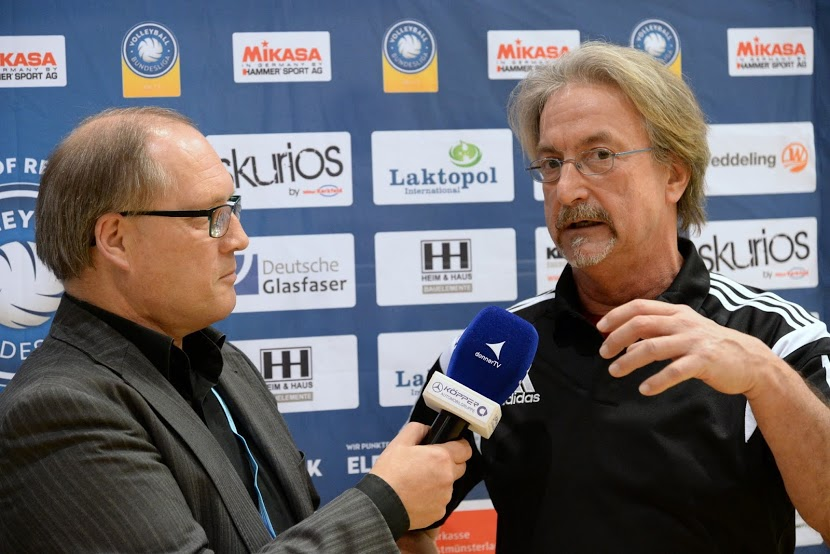
Udo Jeschke

Udo Jeschke (* 13. Oktober 1953 in Fürstenberg/Havel) ist ein deutscher Bundesliga-Volleyball-Trainer. In der Saison 2020/2021 trainiert er die 1. Herren des SG Coesfeld 06 in der Regionalliga-West.

## Privates und Ausbildung
Jeschke verbrachte seine frühe Kindheit in Fürstenberg/Havel in der DDR. 1959 siedelte der Vater, ein Volksschullehrer, zusammen mit seiner Frau und seinen beiden Söhnen nach Westdeutschland über. Die Familie kam zunächst in einem Auffanglager in Duisburg unter und zog später nach Moers.
Jeschke verließ das dortige Gymnasium mit der mittleren Reife, um 1971 eine Lehre als Industriekaufmann bei Thyssen-Krupp in Duisburg-Rheinhausen zu beginnen. Nach dem Wehrdienst machte er am Wirtschaftskolleg in Duisburg-Rheinhausen sein Fachabitur Wirtschaft, studierte anschließend Ökonomie an der Gesamthochschule Duisburg.
Udo Jeschke ist in zweiter Ehe verheiratet und Vater von vier Kindern. Er lebt in Essen.

## Sportlicher Werdegang
Bereits in der Ausbildungs- und Wehrdienstzeit spielte Udo Jeschke Volleyball, unter anderem beim TV Rumeln, TSV Wachtendonk, Moerser SC, LBN Duisburg und TVG Essen-Holsterhausen. Gleichzeitig begann seine Tätigkeit als Spielertrainer. Von 1983 bis 1988 studierte Jeschke an der Deutschen Sporthochschule Köln Diplom-Sport mit dem Abschluss zum Diplom-Sportlehrer. Die A-Lizenz beim Deutschen Volleyball-Verband erlangte er 1986. Er ist Diplomtrainer mit Ausbildung an der Trainerakademie Köln des DOSB.
Während seiner Studienzeit wurde Jeschke hauptamtlicher Jugendtrainer und Co-Trainer 1. Volleyball-Bundesliga Herren beim ASV Dachau. Von 1989 bis 1990 trainierte Jeschke die 1. Mannschaft des USC Gießen 2. Volleyball-Bundesliga Herren, unter anderem mit dem Ausnahme-Spieler Burkhard Sude, mit denen er in die 1. Volleyball-Bundesliga aufstieg. Danach war er zwei Jahre als Landestrainer Volleyball beim Bayerischen Volleyball-Verband, Dozent für Trainerausbildung und Cheftrainer für Auswahlmannschaften beschäftigt. Im Sommer 1992 wechselte Udo Jeschke zum VfB Friedrichshafen und wurde dort Trainer der 1. Mannschaft, die in der 1. Volleyball-Bundesliga Herren und Champions League Herren spielte.
Aus familiären Gründen schied Jeschke beim VfB Friedrichshafen aus und arbeitete in den nächsten Jahren in Cham und Bad Kötzting als Sportwissenschaftler in der Medizinischen Trainingstherapie. Außerdem leitete er eine Forschungsaußenstelle der Ludwig-Maximilian-Universität von München. Später baute er einen Internet-Sportartikelhandel in München auf, den er bis 2012 als Inhaber betrieb.
Nebenberuflich blieb er dem Volleyball treu – ab 1999 coachte er den TSV Nittenau und stieg mit den Herren in die Regionalliga Süd auf und holte den BVV-Pokal, der bisher größte Erfolg der Vereinsgeschichte. Weitere Trainerstationen waren der TSV Grafing (2003) und der SV Mauerstetten (2. BL Süd/Damen).
Von 2014 bis Februar 2016 übernahm er den Trainerposten beim Bundesligisten Skurios Volleys Borken im Münsterland. In der Saison 2014/15 erreichte die Mannschaft den 9. Platz in der 2. Damen-Volleyball-Bundesliga Nord. In der Saison 2015/16, die für Udo Jeschke ein vorzeitiges Ende fand, erreichten die Skurios Volleys Platz 3 der 2. Damen-Volleyball-Bundesliga Nord. Teile der damaligen Mannschaft hatten sich in der laufenden Saison gegen den Trainer positioniert, obwohl die Skurios Volleys unter seiner Führung zeitweise die Tabellenspitze übernehmen konnten. Als die Vereinsführung dem Druck nicht weiter standhalten wollte, legte Udo Jeschke kurz vor Saisonende seinen Posten nieder.
Nach kurzen Zwischenspielen als Berater und Trainer beim SG Coesfeld und dem Regionalligisten TUS Herten nahm Jeschke im August 2018 das Angebot des Schweizer Volleyballvereins BTV Aarau an, als Vollzeittrainer im Talentförderbereich und Leistungsbereich von Jugendspielerinnen tätig zu werden. In den zwei Jahren, die Jeschke in der Schweiz arbeitete, konnte sich der BTV Aarau als nationales Leistungszentrum des Schweizer Volleyballverbandes positionieren. Jeschke erlangte als Trainer diverser Jugendteams die Meistertitel U15 und U17, bevor die Saison auch in der Schweiz durch die Corona-Pandemie vorzeitig beendet wurde und Udo Jeschke nach Deutschland zurückkehrte.
Seit dem Sommer 2020 ist Udo Jeschke als Trainer des Regionalligisten SG Coesfeld tätig.
Er wurde als Vereinstrainer fünfmal deutscher Meister mit den Jugendmannschaften des ASV Dachau und gewann einmal den Bayerischen Pokal mit dem TSV Nittenau.
Mit dem VFB Friedrichshafen wurde er 1992 3. Deutscher Meister und nahm an der Champions League Herren teil.